# Éditions Jean Froissart
Les éditions Jean Froissart sont une maison d'édition française fondée par Charles Frémanger (1923-1960) en 1946. Il commença par publier de la littérature populaire, depuis des fascicules de bandes dessinées jusqu'à des romans sentimentaux, policiers ou licencieux. La maison connut quelques succès de librairie : la première réédition après-guerre de Voyage au bout de la nuit (1949) de Céline, L'Europe buissonnière (1949) d’Antoine Blondin, ou la série des Caroline chérie (1948-1952) signés par Jacques Laurent (par ailleurs ancien camarade de lycée de Charles Frémanger) sous le pseudonyme de Cécil Saint-Laurent. Elle cessa son activité en 1959.
Franck Évrard, chercheur, a réuni les ouvrages de cette maison d'édition à partir des années 1980. Le fonds a été déposé par la Bibliothèque de littérature française contemporaine à l'IMEC (Institut Mémoires de l'édition contemporaine) en 1989.

## Référence
1. ↑  Site de l'IMEC